# Pesca
|  | Per a altres significats, vegeu «pesca (informàtica)». |

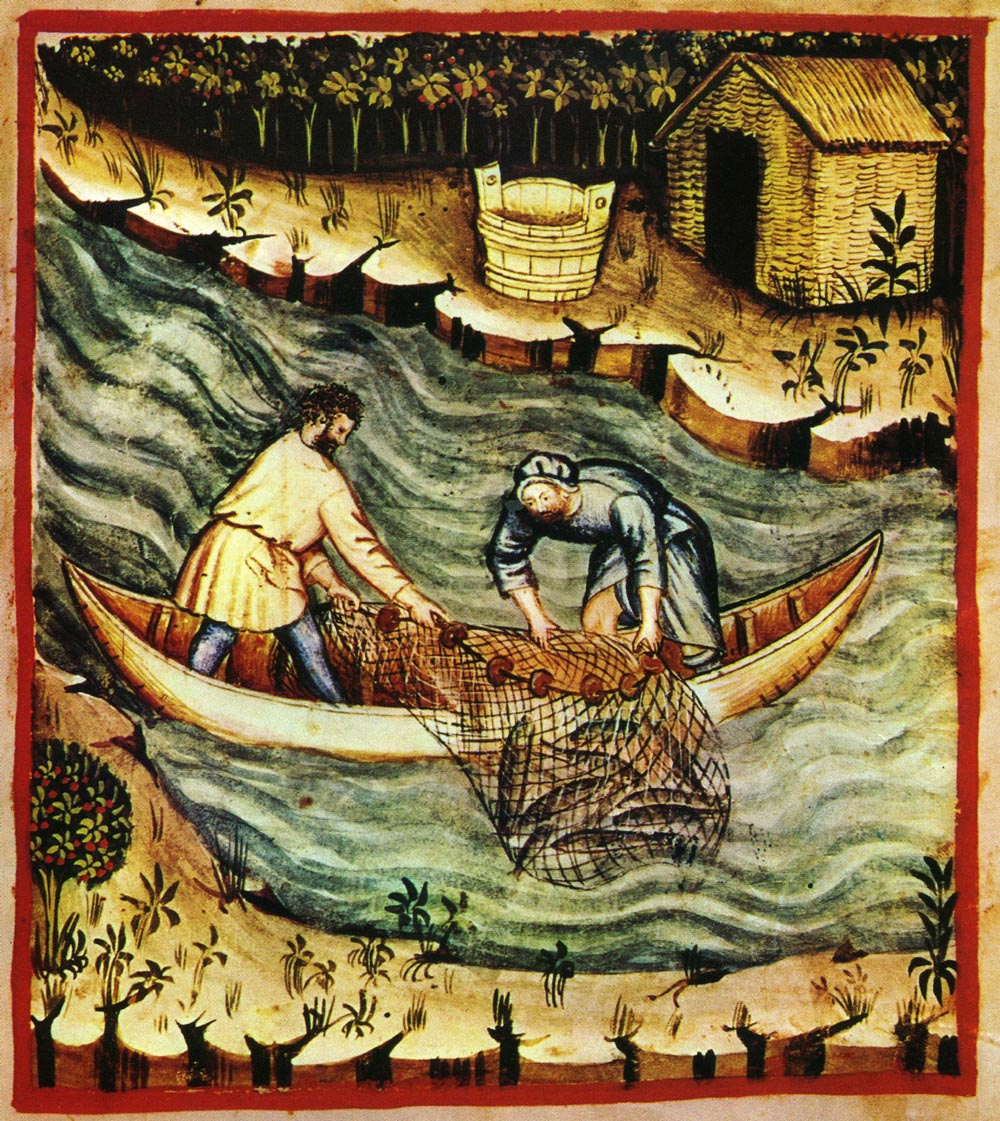
Pesca al Tacuinum sanitatis

La pesca és el conjunt de tècniques i activitats per capturar peix i altres espècies aquàtiques, així com la indústria basada en la transformació i comercialització d'aquest productes, capturats als mars, rius i llacs.
Es distingeix generalment la pesca fluvial i la pesca marítima. La pesca marítima es divideix en la pesca costanera, sovint artesana i la pesca d'altura més aviat amb grans vaixells-fàbrica. La sobrepesca i la industrialització van contribuir a l'esgotament dels fons. El sector va començar canviant des dels anys 1970 per l'expansió de l'aqüicultura i el 2020 la meitat del peix i el marisc que es menja no es pesca, sinó que es cria en una mena de «granges aquàtiques» o piscifactories.

Se l'ha de distingir de la pesca esportiva (marítima o fluvial) que no fa part del sector alimentari (però sí del lleure i dels esports aquàtics.)

## Pesca artesana o costanera

Evolució de la proporció de peix pescat i peix criat (2012)

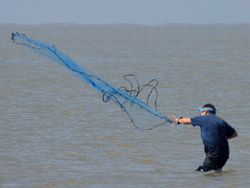
Pesca amb rall o esparver

Els vaixells costaners no són gaire grans, s'allunyen poc de la costa i tenen costum de tornar cada dia tornen per desembarcar les captures. Les captures se solen vendre localment a la llotja.

## Pesca industrial o pesca d'altura

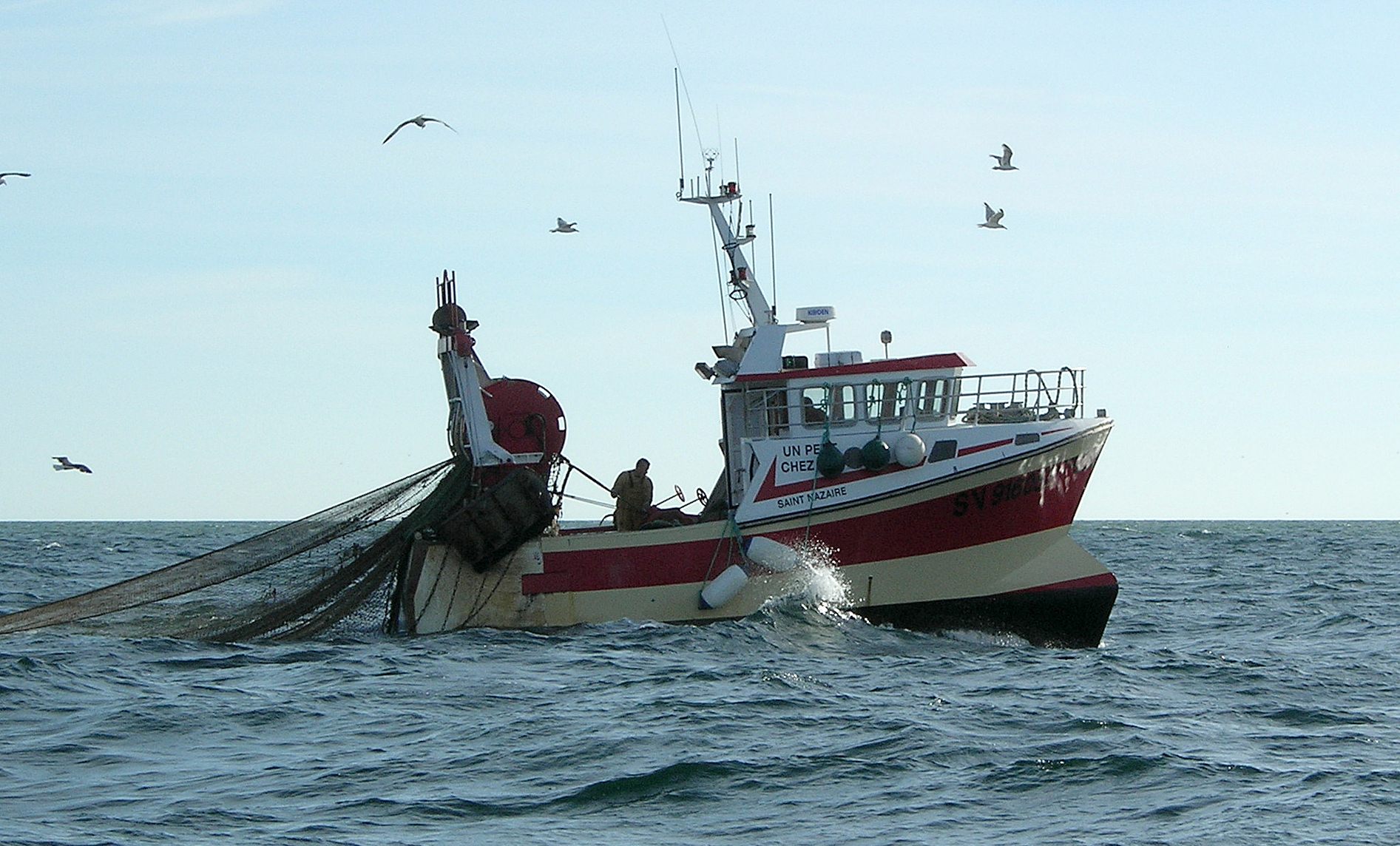
Els vaixells costaners no són gaire grans, s'allunyen poc de la costa i cada dia tornen a port per desembarcar les captures.

La pesca industrial, que sol tenir lloc al mar sol fer servir xarxes per atrapar el peix. La pesca és una font de recursos importants de molts països, ja que el peix forma part de la dieta habitual de moltes persones. El repartiment i conservació de recursos pesquers és un tema controvertit en les relacions internacionals
Té com a objectiu obtenir un gran nombre de captures. Per això necessita capital per equipar els vaixells i investigar nous sistemes de pesca; tecnologia avançada per augmentar el volum de captures i per tant, que l'activitat sigui rendible; infraestructures portuàries on puguin desembarcar i on es puguin distribuir les captures. Segons el lloc on es practica es poden distingir la pesca costanera, la pesca d'altura i la gran pesca.

A la pesca d'altura s'aplica una tecnologia sofisticada. Aquests vaixells són factories flotants, on es manipula i transforma, sobretot, en producte congelat.
- La pesca d'altura la duen a terme les flotes més importants, que disposen de vaixells grans i ben equipats que es troben en alta mar setmanes o mesos. Aquests vaixells porten radars per detectar els bancs de peixos i així, la direcció i la velocitat en la qual es desplacen, també porten sonars per mesurar la importància dels bancs detectats. Tenen instal·lacions frigorífiques per conservar el peix a bord en perfectes condicions.
- La gran pesca. En alguns països com el Japó, Rússia ... tenen unitats que pesquen en aigües molt llunyanes juntament amb grans vaixells de proveïment. Diàriament surten a pescar nombroses embarcacions, que tornen al vaixell d'abastament per a descarregar la pesca. El peix es classifica i es sala, es congela o es posa en conserva.[cal citació]

## Pesca esportiva
La pesca esportiva és un esport aquàtic que fa par del sector del lleure. Consisteix en la captura de peixos en el seu medi natural mitjançant un engany, sigui natural o artificial. El mètode de pesca esportiva més habitual és la pesca amb canya o amb ham. El consum com aliment de la  presa hi és secundari a l'art de capturar el peix.

## Arts de la pesca
Encara que s'han comptabilitzat més de cent instruments de pesca diferents, avui dia, bàsicament, es practiquen sis sistemes: l'arrossegament, l'encerclament, la pesca al palangre, de superfície o de fons, la pesca amb xarxes, soltes i tresmalls, la pesca de la tonyina amb encerclament i el marisqueig. Un altre tipus de pesca és la pesca a l'encesa en la qual s'utilitza un llum per a atreure i enlluernar l'animal que es vol capturar.
- Xarxa de cèrcol: xarxa de forma rectangular que envolta el vaixell, d'entre 250 i 1000 metres de longitud i uns 40 de profunditat, amb flotadors en la part superior i ploms en la part inferior que ajuden a mantenir-la vertical. Sol fer-se se servir per pescar espècies com la sardina, l'anxova o el verat, el costum del qual és nedar formant bancs de peixos. El banc de peixos es pot localitzar a simple vista, observant la lluentor i les bombolles dels peixos a prop de la superfície, o mitjançant ecosondes o avionetes.
- Pesca d'arrossegament: xarxa en forma de mitjó que es remolca des de l'embarcació, mantenint-la oberta, atrapant al seu interior tot allò que troba. Per això és la pesca menys selectiva que existeix, a més de ser la més perjudicial per als fons marins.
- Pesca al saltillo: pesca a canya, amb esquer viu. Utilitzat per a la pesca de bonítol i tonyina. Es llença una mica d'esquer simulant la presència d'un banc de peixos mitjançant mànegues per atraure els bancs de bonítols o de tonyina.
- Xarxes d'emmallament: xarxes fixes col·locades a la costa per interceptar peixos o altres animals marins. De forma rectangular, amb suros a la part superior i llast a la inferior per a mantenir-la vertical.
- Palangres: cap llarg que es manté a la superfície mitjançant boies i del que pengen altres línies amb hams. És la tècnica més selectiva, ja que depenent de l'esquer i la mida de l'ham utilitzat, s'aconsegueix un tipus de pesca o altre.
- Nanses o mornells: cistells amb un esquer al fons i un cap a la superfície, amb una boca que permet l'entrada del peix, però no la seva sortida. Utilitzada en aigües costaneres per a crustacis com la llagosta, el llamàntol, les cabres, etc.[9]
- Pesca amb rall: xarxes de forma cònica llençades per una sola persona des d'una embarcació, perquè caiguin sobre una àrea específica. No produeix efectes negatius en les poblacions de peixos
- Pesca d'encerclament: Consisteix en un barco que té una xarxa gegant i fa com un cercle i això fa que els peixos s'atrapin, perquè fa com una bossa.
- Xarxa xinesa